# Zsolt Laczkó
Zsolt Laczkó (* 18. Dezember 1986 in Szeged) ist ein ungarischer Fußballspieler, der momentan bei Békéscsaba Előre unter Vertrag steht. Er spielt auf der Position des linken Außenverteidigers.

## Karriere

### Verein
2004 gab Laczkó sein Profidebüt bei Ferencváros Budapest und absolvierte dort 44 Spiele, wobei er 12 Treffer erzielte.
Am 25. Juli 2007 unterzeichnete er einen Vierjahresvertrag bei Olympiakos Piräus, wurde aber kurz danach an den griechischen Klub PAE Levadiakos ausgeliehen. Am 4. Januar 2008 wechselte er für den Rest der Saison auf Leihbasis mit Kaufoption zum englischen Klub Leicester City. Sein Debüt gab er am 12. Januar beim 2:0-Sieg gegen Coventry City. Er absolvierte dort insgesamt neun Spiele bei Leicester, welcher am Ende der Saison in die dritte Liga abstieg. Die Kaufoption wurde nicht gezogen.
Da er sich bei Olympiakos nicht durchsetzen konnte, wechselte er im Sommer 2008 zum ungarischen Klub Vasas Budapest, bevor er in der nächsten Saison am zum Ligakonkurrenten Debreceni Vasutas SC wechselte. Dort erzielte er in 35 Spielen zwei Tore und lief in allen sechs Spielen der Gruppenphase der Champions League 2009/10 auf. Am Ende der Saison wurde Vasutas ungarischer Meister und Laczkó konnte seinen ersten Titel feiern. Zusätzlich gewann er in dieser Saison auch den ungarischen Pokal, den ungarischen Ligapokal und den ungarischen Supercup.
Am 11. Januar 2011 unterschrieb er einen Vertrag beim italienischen Erstligisten Sampdoria Genua.

### Nationalmannschaft
War stand im Kader der ungarischen U-21-Nationalmannschaft und bestritt fünf Spiele in der Qualifikation zur U-21-Fußball-Europameisterschaft 2009, was sie jedoch verpassten.
Am 29. Mai 2010 gab Laczkó bei der 0:3-Niederlage gegen Deutschland sein Debüt für die ungarische Fußballnationalmannschaft.

## Erfolge
- Ferencváros Budapest
  - Ungarischer Vize-Meister: 2005
  - Ungarischer-Fußballpokal-Finalist: 2005
- Debreceni Vasutas SC
  - Ungarischer Meister: 2010
  - Ungarischer Pokal-Sieger: 2010
  - Ungarischer Supercup: 2010
  - Ungarischer Ligapokal: 2010